# 아이마켓코리아
아이마켓코리아(iMarketKorea Inc.)는 대한민국의 소모성 자재 구매대행(MRO) 기업이다. 본사는 서울특별시 강남구 삼성로 512 삼성동빌딩에 위치해 있으며 대표이사는 남인봉이다. 매출에서 삼성 비중이 월등하게 높다.

## 역사
2000년 삼성그룹의 소모성 자재 구매대행(MRO) 사업을 영위하기 위해 설립되었고 삼성그룹 다수의 계열사들의 주주로 참여하였다
이재용 부회장이 비즈니스 모델을 발의해 직접 설립을 진두지휘 한, 개인적 애착을 가진 회사로도 알려져 있다

## 같이 보기
- 그래디언트
- 인터파크
- LG서브원
- 테라펙스

## 참고문헌
1. ↑  이건재, IBK투자증권 아이마켓코리아 Company Update, 2023. 10. 04
2. ↑  김대성, 지배구조 분석 공정위가 살펴보겠다는 아이마켓코리아…삼성 매출의존도 높아져, 글로벌이코노믹, 2021-10-26
3. ↑  김경기, 한화투자증권 기업분석-아이마켓코리아, 2013년 3월 15일